# Expedición a San Juan
La Expedición a San Juan, en 1780, fue un episodio bélico llevado a cabo por Gran Bretaña contra España por el control de la Antillas españolas, en el contexto de la Revolución americana. Su objetivo era reunir un ejército en la Jamaica británica conseguir milicias en Mosquitia, llegar al Lago Cocibolca y capturar la ciudad de Granada con dos objetivos: cortar el virreinato de Nueva España en dos y proporcionar a los ingleses un acceso al océano Pacífico.
Debido a la imprevisión británica, los problemas logísticos militares y las enfermedades, la expedición resultó un costosísimo fracaso.

## Antecedentes
Tras la entrada de España en la Guerra de Independencia de los Estados Unidos, el mayor John Dalling, a la sazón gobernador británico de la colonia de Jamaica (actual Jamaica) propuso en 1779 una expedición a la provincia española de Nicaragua, (actual Nicaragua) dependiente de la Capitanía General de Guatemala (Nueva España). El objetivo era ascender río arriba el San Juan hasta el Lago Cocibolca y capturar la ciudad de Granada, lo que cortaría de modo efectivo la América española en dos y proporcionaría a los ingleses un acceso al océano Pacífico.

## Desarrollo
La expedición partió de Jamaica el 23 de febrero de 1780, acompañada por un capitán de 21 años llamado Horatio Nelson en el Hinchinbroke. Nelson era el oficial de más alto rango presente, si bien su autoridad estaba limitada a operaciones navales. El comandante de la operación era el Capitán John Polson Mayor del 80.º Regimiento Real de América, el cual reconoció las habilidades del joven Nelson y trabajó conjuntamente con él. Polson tenía entre 300 y 400 soldados regulares de su 80.º regimiento y del 39.º Regimiento de voluntarios de Liverpool, sobre 8000 hombres de los Cuerpos Realistas Irlandeses reunidos por Dalling, así como varios cientos de reclutas locales, incluyendo zambos misquitos y negros que vivían libremente en la zona.
Tras muchos retrasos, la expedición comenzó a subir el río San Juan el 17 de marzo de 1780. El 9 de abril, Nelson, en su primer combate mano a mano de su carrera, llevó a cabo un asalto que capturó una batería española en la isla de Bartola. Ocho kilómetros río arriba estaba el Castillo de la Inmaculada Concepción, con 1150 hombres y otros 86, que fue sitiado desde el 13 de abril. Debido a la pésima planificación y la pérdida de suministros, los británicos pronto comenzaron a ver escasear la munición para los cañones, así como las raciones de comida para sus hombres. Tras las lluvias tropicales que comenzaron el 20 de abril, los hombres empezaron a enfermar y morir, probablemente de malaria y disentería, y quizás tifus.
Nelson fue de los primeros en caer enfermo y estaba en cama el 28 de abril cuando los españoles rindieron finalmente el fuerte, al no llegar apoyo militar. Cerca de 4500 refuerzos británicos llegaron el 15 de mayo. No obstante, aumentaban las dificultades de los ingleses, la falta de bogas y prácticos, pues los zambos, con quienes se contó al principio, se habían ido retirando, unos por falta de motivación, otros por el tratamiento bárbaro que recibían.
Las operaciones continuaron, haciendo de bogas los soldados que, no acostumbrados a ese ejercicio doblemente penoso en un clima ardiente, sucumbían sin adelantar nada. Así fue que, a pesar de haber llegado sucesivamente con algunos refuerzos considerables, Kempbell, Dalnipmpie y Leith, sólo pudo conseguirse que subiera hasta el lago el bote llamado Lord Germain, en el que los españoles creyeron ver un bergantín. El resto de la expedición nunca pasó de las inmediaciones del castillo, en donde la sorprendió el mal tiempo de las lluvias, que fueron recias y copiosas, y las enfermedades comenzaron a producir estragos.

## Resultado

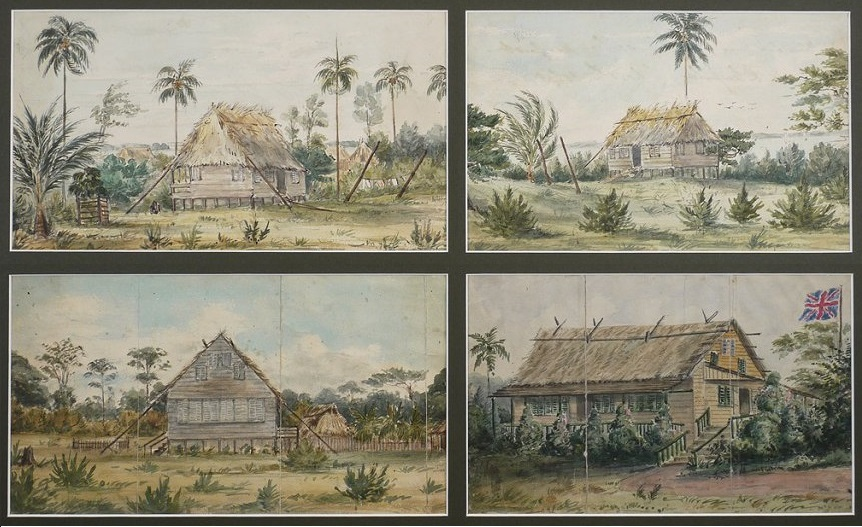
Imagen de las viviendas de la época.

Los invasores ingleses habían empleado cerca de dos meses en remontar el río, apoderarse del castillo y hacer sus demás preparativos. Esto permitió que las autoridades españolas se pusieran en armas y fortificaran la boca del lago de Nicaragua. Los españoles se hacían cada vez más fuertes, con los auxilios que recibían de San Miguel Guancapla, Choluteca y otras provincias inmediatas, mientras que en la escuadra inglesa cundía el desorden.
Aunque Dalling persistió en intentar reunir refuerzos para un ataque, la enfermedad continuaba llevándose a una ingente cantidad de hombres, y la expedición se retiró el 30 de noviembre de 1780. Los españoles recuperaron lo que quedó de la plaza después de que los británicos la volaran en su retirada. En total, más de 3500 hombres murieron, lo que hizo de esta «Expedición de San Juan el desastre británico más costoso de toda la guerra».
A pesar de haberse rendido la plaza, el gobierno español ascendió a don Juan de Ayssa a teniente coronel, según consta en Real Orden del 12 de junio de 1781: había puesto sobre aviso a las demás guarniciones, defendió bravamente el fuerte y como prisioneros sufrieron penurias y dificultaron aún más las operaciones a los ingleses.